# Roossenekal
Roossenekal este un oraș din Africa de Sud.